# Something's Got to Give
Something's Got to Give é um filme estadunidense não finalizado de 1962 dirigido por George Cukor e estrelando Marilyn Monroe, Dean Martin e Cyd Charisse. É uma refilmagem da comédia My Favorite Wife de 1940.
Em 2001, o material foi editado em uma versão de 37 minutos do filme. Esta versão, foi incluída no documentário "Marilyn: The Last Days", e foi lançada em maio daquele ano em VHS e DVD como parte da "Marilyn Monroe: The Diamond Collection". A coleção inclui também os filmes O Pecado Mora ao Lado, Os Homens Preferem as Loiras, How to Marry a Millionaire, O Mundo da Fantasia e Nunca fui santa.

## Sinopse
Ellen Arden (Marilyn Monroe), uma fotógrafa, mãe de duas crianças pequenas, se perdeu no mar do Pacífico. Anos depois, ela foi declarada legalmente morta e seu esposo Nick (Dean Martin), se casou novamente; ele e sua nova esposa, Bianca (Cyd Charisse), estão em lua de mel quando Ellen, que ficou perdida numa ilha deserta por cinco anos é resgatada e finalmente volta para casa. Ao chegar em casa, o cachorro da família se lembra dela, mas as crianças, não. No entanto, eles começam a gostar dela e a convidam para ficar. Ellen adota um sotaque estrangeiro e finge ser uma mulher chamada Ingrid Tic. Nick, perturbado pela revelação de estar casado com duas mulheres, faz um grande esforço para esconder a verdade de sua nova esposa e se desvencilhar das investidas amorosas de Ellen.[carece de fontes?]

## Elenco
- Marilyn Monroe ... Ellen Wagstaff Arden
- Dean Martin ... Nicholas Arden
- Cyd Charisse .... Bianca Russell Arden
- Tom Tryon ... Stephen Burkett
- Wally Cox ... Shoe Salesman
- Phil Silvers ... Insurance Salesman
- Steve Allen ... Psicanalista
- Robert Christopher Morley ... Tommy Arden
- Alexandria Heilweil ... Lia Arden

## Produção
As gravações de Something's Got to Give foram bastante conturbadas, devido aos constantes atrasos de Marilyn Monroe em função de problemas de saúde e sumiços jamais explicados. A 20th Century Fox acabou lhe demitindo, e Monroe foi posteriormente substituída por Lee Remick, mas por exigência de Dean Martin, seu par na comédia romântica, ela acabou sendo recontratada pela companhia, em 1 de agosto de 1962. Monroe assinou um novo contrato, no valor de US$ 1 milhão, em contrapartida, ela deveria atuar em mais dois filmes para o estúdio. Marilyn exigiu também que George Cukor fosse substituído por Jean Negulesco, com quem trabalhou em How to Marry a Millionaire, mas fatalmente as filmagens nunca foram retomadas, pois Monroe foi encontrada morta no início de agosto de 1962. Conforme a autópsia feita na atriz, a causa foi um "provável suicídio" provocado por ingestão excessiva de barbitúricos. Assim, o filme ficou incompleto. Em uma das cenas, Monroe tornou-se a primeira grande estrela de Hollywood a tomar um banho de piscina completamente nua diante das câmeras. Numa entrevista publicada pela revista Life, cinco dias antes de sua morte, Monroe, dizia, ao comentar a súbita demissão, que a "fama é tênue, ela sempre acaba indo embora, então adeus a ela".
Após sua morte, a Fox chegou a recogitar a retomada das gravações com uma outra atriz, mas com um custo de US$ 2 milhões a mais e sem recursos suficientes, o projeto foi arquivado. Mais de nove horas de filmagens foram gravadas durante a produção malfadada e escondida do público pelas últimas quatro décadas nos cofres da 20th Century Fox.[carece de fontes?]